# Villaverde de Íscar
Villaverde de Íscar er en by og kommune i det centrale Spanien i provinsen Segovia. Den har et indbyggertal på 593 (2024) indbyggere.